# Шер Ндур
Шер Ндур (італ. Cher Ndour; народився 17 липня 2004) - італійський футболіст, півзахисник французького клубу "Парі Сен-Жермен", який виступає на правах оренди за португальку "Брагу".

## Клубна кар'єра
Ндур є вихованцем клубів "Брешіа", "Аталанта" та "Бенфіка". 2 травня 2021 року він дебютував за "Бенфіку B", став наймолодшим гравцем в історії клубу. 18 березня 2023 року Ндур дебютував за основну команду "Бенфіки" у матчі "Прімейра-ліги" проти "Віторії Гімарайнш". 12 липня 2023 перейшов у "Парі Сен-Жермен" на правах вільного агента і підписав контракт до 30 червня 2028 року.

## Кар'єра у збірній
Виступав за збірні Італії до 15, до 16, до 18, до 19, до 20 років та до 21 року.

## Досягнення
"Бенфіка"
- Чемпіон Прімейра-Ліги: 2022/23

"Парі Сен-Жермен"
- Чемпіон Франції: 2023/24
- Володар Кубка Франції: 2023/24
- Переможець Суперкубку Франції: 2023